# Gonista sagitta
Gonista sagitta är en insektsart som först beskrevs av Boris Petrovich Uvarov 1912.  Gonista sagitta ingår i släktet Gonista och familjen gräshoppor. Inga underarter finns listade i Catalogue of Life.